# Municipio de Franklin (condado de Johnson)
El municipio de Franklin (en inglés: Franklin Township) es un municipio ubicado en el condado de Johnson en el estado estadounidense de Indiana. En el año 2010 tenía una población de 20 685 habitantes y una densidad poblacional de 224,8 personas por km².

## Geografía
El municipio de Franklin se encuentra ubicado en las coordenadas 39°29′3″N 86°5′33″O / 39.48417, -86.09250. Según la Oficina del Censo de los Estados Unidos, el municipio tiene una superficie total de 92.02 km², de la cual 91,97 km² corresponden a tierra firme y (0,05 %) 0,05 km² es agua.

## Demografía
Según el censo de 2010, había 20 685 personas residiendo en el municipio de Franklin. La densidad de población era de 224,8 hab./km². De los 20 685 habitantes, el municipio de Franklin estaba compuesto por el 95,19 % blancos, el 1,34 % eran afroamericanos, el 0,27 % eran amerindios, el 0,65 % eran asiáticos, el 1 % eran de otras razas y el 1,54 % eran de una mezcla de razas. Del total de la población el 2,27 % eran hispanos o latinos de cualquier raza.